# Almeida Revista e Corrigida

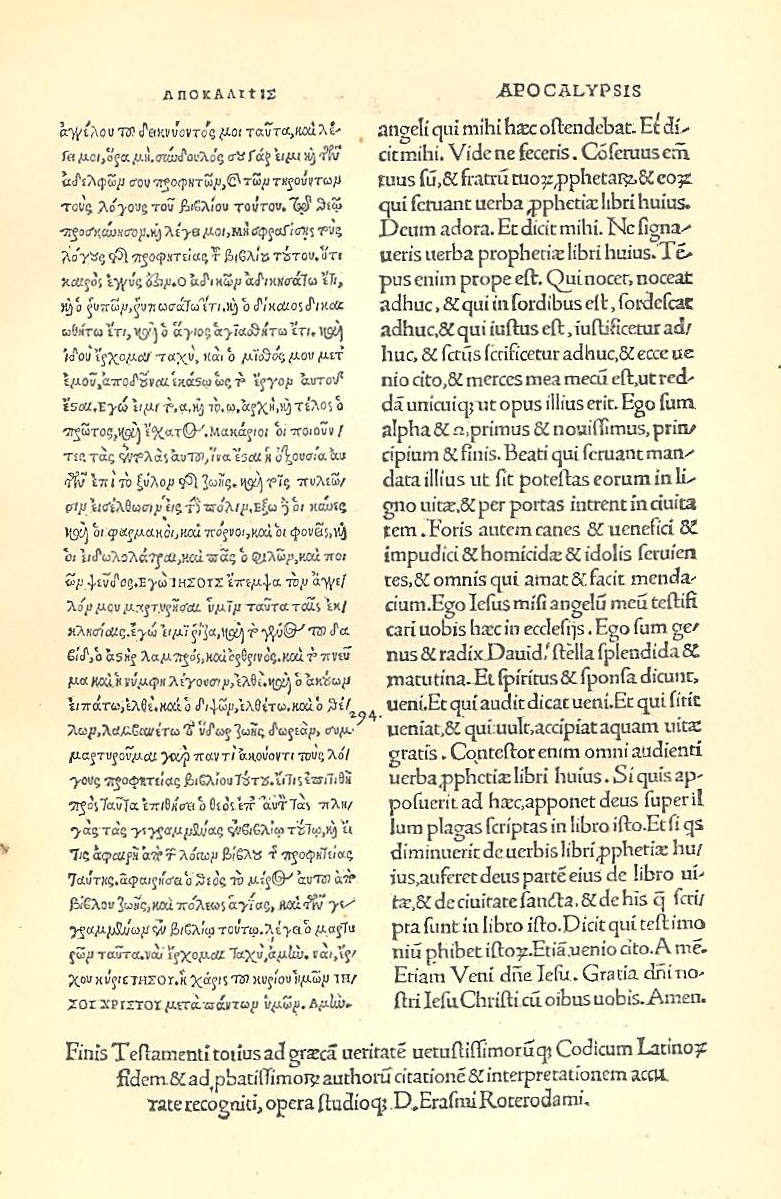
Texto Recebido (Textus Receptus) do Novo Testamento, compilado por Erasmo de Rotterdam e utilizado na tradução Almeida.

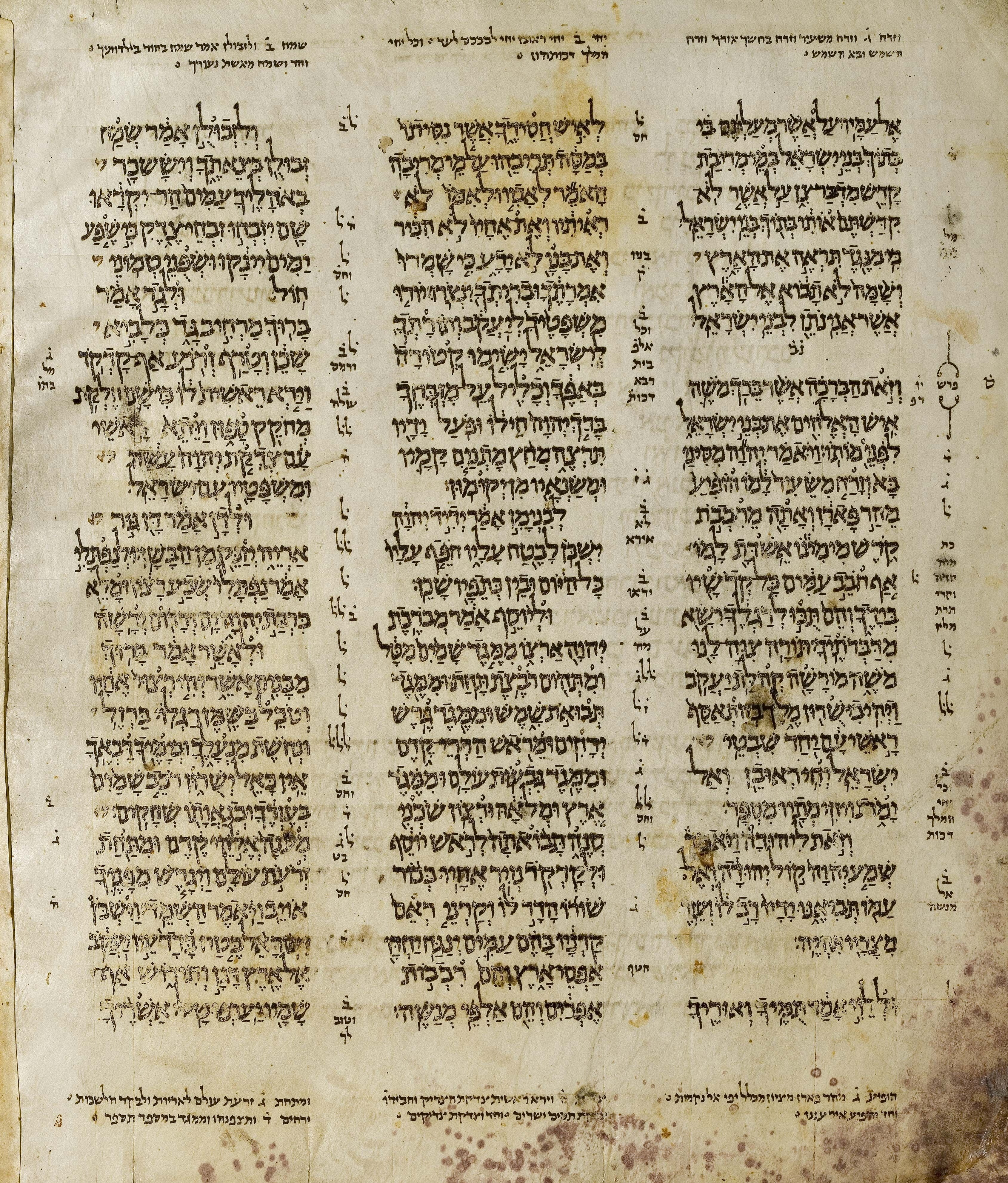
Texto Massorético do Antigo Testamento utilizado na tradução Almeida.

A Bíblia Sagrada Almeida Revista e Corrigida (ARC) é uma tradução evangélica da Bíblia, fruto da revisão em 1898 da tradução original de João Ferreira de Almeida, atualmente publicada pela Sociedade Bíblica do Brasil (SBB).
A versão Almeida Revista e Corrigida é considerada a King James em língua portuguesa, pois é a mais conhecida, usada, distribuída, respeitada e consagrada versão das Sagradas Escrituras nos países onde se fala português.[carece de fontes?]

## História
Foi traduzida inicialmente pelo pastor protestante João Ferreira de Almeida. O Novo Testamento foi impresso inicialmente em 1681 e depois em 1683 pelas Companhias da Batávia. A Bíblia completa só foi impressa em 1750, 1819, e 1860 sucessivamente, depois foi revisada e corrigida pela Sociedade Bíblica Britânica e Estrangeira em Londres no ano de 1898, tendo como base a King James Bible.[carece de fontes?]

### A publicação do Novo Testamento português
Embora João Ferreira de Almeida terminasse o Novo Testamento em 1676, este veio a ser impresso em 1681. A impressão foi feita em Amsterdã, na Holanda, na tipografia da viúva J. V. Zomeren. O título era este: “O Novo Testamento Isto he o Novo Concerto de Nosso Fiel Senhor e Redemptor Iesu Christo traduzido na Língua Portuguesa”. Um ano depois, essa edição do Novo Testamento chegou a Batávia, mas apresentava erros de tradução e revisão. O fato foi comunicado às autoridades da Holanda e todos os exemplares que ainda não haviam saído de lá foram destruídos, por ordem da Companhia das Índias Orientais. As autoridades Holandesas determinaram que se fizesse o mesmo com os volumes que já estavam em Batávia. Pediram também que se começasse, o mais rápido possível, uma nova e cuidadosa revisão do texto.
Apesar das ordens recebidas da Holanda, nem todos os exemplares recebidos em Batávia foram destruídos. Alguns deles foram corrigidos à mão e enviados às congregações da região (um desses volumes pode ser visto hoje no Museu Britânico, em Londres). O trabalho de revisão e correção do Novo Testamento foi iniciado e demorou dez longos anos para ser terminado. Somente após a morte de Almeida, em 1693, é que essa segunda versão foi impressa, na própria Batávia, onde também foi distribuída. A terceira edição viria a ser publicada em 1712.

### A tradução do Antigo Testamento
Enquanto progredia a revisão do Novo Testamento, Almeida começou a traduzir o Antigo Testamento. Em 1683, ele completou a tradução do Pentateuco. Iniciou-se, então, a revisão desse texto, e a situação que havia acontecido na época da revisão do Novo Testamento, com muita demora e discussão, acabou se repetindo. Já com a saúde prejudicada—pelo menos desde 1670, segundo os registros —, Almeida teve sua carga de trabalho na congregação diminuída e pôde dedicar mais tempo à tradução. Mesmo assim, não conseguiu acabar a obra à qual havia dedicado a vida inteira. Em 1691, no mês de outubro, Almeida veio a falecer. Nessa ocasião, ele havia chegado até Ezequiel 48.21. A tradução do Antigo Testamento foi completada em 1694 por Jacobus op den Akker, pastor holandês. O texto do Antigo Testamento completo só viria a ser impresso em 1751. A Bíblia completa em um único volume só foi publicada em 1819.

### O processo de tradução
Pouco ou nada se sabe a respeito de como João Ferreira de Almeida traduziu a Bíblia Sagrada para o Português. As atas da Igreja Reformada em Batávia dão atenção a problemas administrativos como impressão, distribuição e discussão com autoridades, mas pouco ou nada informam sobre a tradução ou outras questões relacionadas com o texto. Para o Novo Testamento, o único texto disponível naquele momento era o assim chamado “textus receptus”. A edição mais recente desse texto era a segunda edição publicada pelos irmãos Elzevir, em 1633, o que não significa que Almeida se valeu exatamente desta edição. Além de algumas cópias manuscritas, Almeida teve acesso a outras traduções, como a espanhola, a francesa e a italiana. No Prefácio da obra “Diferença da Cristandade”, traduzida por João Ferreira de Almeida do espanhol para o português, em 1684, diante da falta de uma Bíblia Portuguesa completa, Almeida remete o leitor à versão espanhola da Sagrada Escritura Reina-Valera. Sua intenção era, como ele mesmo diz:
| “ | “Almejo dar-vos assim em breve toda a Escritura Sagrada em vossa própria língua. Que é a maior dádiva, e o mais precioso tesouro, que nunca ninguém, que eu saiba, até o presente vos tenha dado”. | ” |

Em 1840, o capelão inglês E. Whitely fez uma revisão do texto que ficou conhecido como edição REVISTA E EMENDADA, publicada em 1840 na cidade do Porto. Em 1847 a Sociedade Bíblica Trinitária publicou uma revisão da Bíblia sob a direção de Thomas Boys. Essa revisão foi chamada edição REVISTA E REFORMADA. Não muito tempo depois, em 1875, surgiu a edição REVISTA E CORRECTA, que corrigiu a ortografia e outros erros. Esse projeto foi liderado pelo português João Nunes Chaves.
Foi somente em 1898 que a surgiu a versão Revista e Corrigida, desta vez com a participação de brasileiros. Esta edição acabou fazendo história no Brasil e tornou-se a versão tradicionalmente mais conhecida. Suas reimpressões até em 1940 sempre foram feitas na Inglaterra e nos EUA, pelas Sociedades Bíblicas Britânica, Americana e Trinitária.

### Bíblia Almeida Brasil

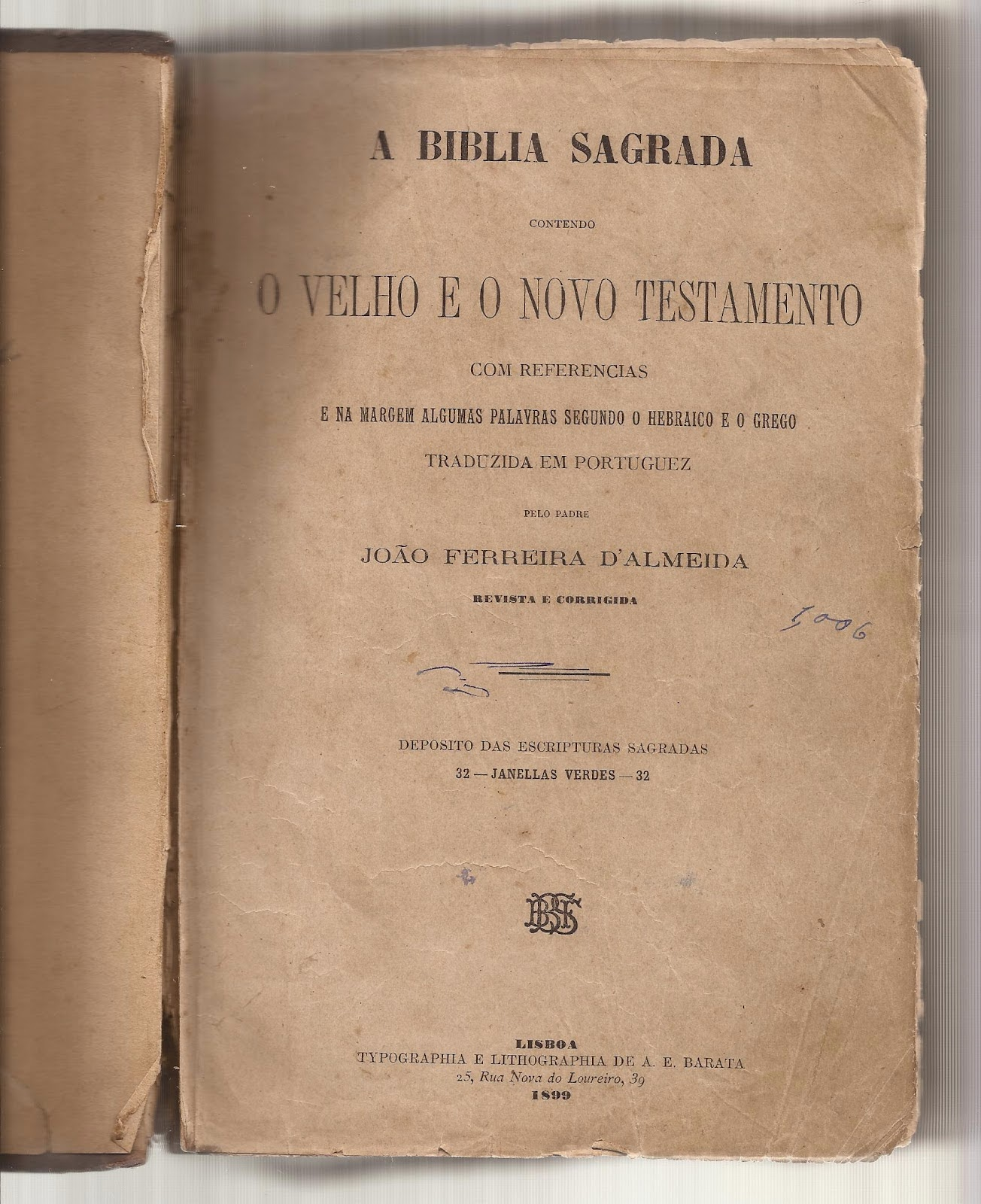
Almeida (Revista e Corrigida de 1898)

Ao que tudo indica, o texto da Bíblia de Almeida chegou ao Brasil pela primeira vez em 1712, ainda que de forma acidental. Uma remessa de 150 exemplares do Evangelho de Mateus (edições com mais de mil exemplares eram raras naquele tempo!), impressa em Amsterdã e destinada ao povo de fala portuguesa das Índias Ocidentais, acabou aportando no Brasil. Acontece que o navio foi interceptado pelos franceses e conduzido a um porto brasileiro, no Rio de Janeiro ou em Salvador. Não se sabe quem ficou com as cópias do Evangelho de Mateus. Posteriormente, a Bíblia de Almeida passou a ser distribuída no Brasil pela Sociedade Bíblica Britânica e Estrangeira.

## As revisões do texto de Almeida
A tradução do Novo Testamento feita por Almeida foi revista antes de ser publicada em 1681 e, quando o texto foi publicado, já necessitava de revisão. Depois, em meados do século XVIII, ainda na ilha de Java, foi feita uma revisão do texto de toda a Bíblia. A segunda grande revisão, chamada de “revisão de Londres”, foi feita cem anos depois, entre 1869 e 1875. Vinte anos depois, em 1894, ainda em Londres, o mesmo texto foi corrigido quanto à ortografia e alguns termos obsoletos foram substituídos. A edição de 1898, feita em Lisboa, viria a ser conhecida como Almeida Revista e Corrigida. Ao longo dos anos, essa edição vem sofrendo atualização gráfica e pequenos retoques no que diz respeito a termos arcaicos e palavras que mudaram de significado. A mais recente dessas revisões foi feita, no Brasil, em 1995, e 2009.

## Características das Edições
Atualmente existem três versões diferentes com o mesmo nome "Almeida", duas produzidas pela Sociedade Bíblica do Brasil, uma pela Imprensa Bíblica Brasileira, e outra pela Sociedade Bíblica de Portugal.
No caso da versão da Sociedade Bíblica do Brasil, leves modificações ao longo dos anos têm sido feitas, passando por revisões em 1949, 1969, 1995 e 2009. A Versão da Imprensa Bíblica Brasileira foi revista em 1997.
O Novo Testamento na edição de  2009, vem com algumas mudanças a fim de trazer clareza. Por exemplo o termo "caridade" em 1 CORÍNTIOS 13, e 1 JOÃO 4.8, foi substituído pelo termo "amor"
Em geral, o Antigo Testamento da ARC segue o Texto Massorético, e para o Novo Testamento segue o Textus Receptus, porém em alguns trechos, versões mais recentes do texto divergem do Textus Receptus e seguem o Texto Minoritário ou Crítico.
A versão (Revista e Corrigida) reproduz a tendência da versão de 1898 (foto) (Almeida Revista e Correcta) quanto ao Tetragrama YHVH de traduzi-lo no Antigo Testamento 312 ocorrências por JEHOVAH ou JEOVÁ.
A ARC em suas primeiras edições serviu como base para diversas outras traduções, como a Almeida Revista e Atualizada, Almeida Revisada Segundo os Melhores Textos, Almeida Edição Contemporânea, e Almeida Corrigida Fiel.

## Comparação entre traduções
Romanos 1:16
- "Porque não me envergonho do evangelho de Cristo, pois é o poder de Deus para salvação de todo aquele que crê; primeiro do judeu, e também do grego." — (Almeida Revista e Corrigida)
- "Porque não me envergonho do evangelho de Cristo, pois é o poder de Deus para salvação de todo aquele que crê; primeiro do judeu, e também do grego."  — (Almeida Corrigida Fiel)
- "Porque não me envergonho do evangelho, pois é o poder de Deus para salvação de todo aquele que crê; primeiro do judeu, e também do grego." — (Almeida Revista e Atualizada)
- "Não me envergonho do evangelho, porque é o poder de Deus para a salvação de todo aquele que crê: primeiro do judeu, depois do grego." — (Nova Versão Internacional)
- "Pois não me envergonho do evangelho, porque é o poder de Deus para a salvação de todo aquele que crê, primeiro do judeu e também do grego." — (Nova Almeida Atualizada)
- "Pois não me envergonho do Evangelho; porque ele é poder de Deus para a salvação de todo aquele que crê: primeiro do judeu, e depois do grego."  — (Sociedade Bíblica Britânica)
- "Porque eu não me envergonho do Evangelho, porque é a virtude de Deus para dar a salvação a todo o crente, primeiro ao judeu, e depois ao grego."  — (Padre Matos Soares, 1950) [7]

Gálatas 6:7
- "Não erreis: Deus não se deixa escarnecer; porque tudo o que o homem semear, isso também ceifará." — (Almeida Revista e Corrigida 1969)[8]
- "Não vos enganeis; de Deus não se zomba; porque tudo o que o homem semear, isso também colherá." — (King James Fiel 1611)[9]
- "Não vos enganeis: de Deus não se zomba; pois aquilo que o homem semear, isso também ceifará." — (Almeida Revista e Atualizada)[10]
- "Não vos enganeis: de Deus não se zomba. O que o homem semeia, isso mesmo colherá." — (Bíblia Ave Maria)[11][12]
- "Não vos enganeis; de Deus não se zomba. Porque aquilo que o homem semear, isso também colherá." — (Padre Matos Soares, 1950) [7]
- "Não vos enganeis: de Deus não se zomba. Aquilo que o homem semear, isso colherá." — (Padre Matos Soares, 1956) [13]
- "Não queirais errar: De Deos não se zomba. Porque aquillo que semear o homem, isso tambem segará." — (Padre A. Pereira de Figueiredo, 1821) [14]

Mateus 27:34
- “Deram-lhe a beber vinho misturado com fel; mas ele, provando-o, não quis beber.” — (Almeida Revista e Corrigida)[15]
- "deram-lhe a beber vinho misturado com fel. E, tendo-o provado, não quis beber." — (Padre Matos Soares, 1950) [7]
- “They gaue him vineger to drinke, mingled with gall: and when hee had tasted thereof, hee would not drinke.” — (King James 1611)[16]
- “Deraó a beber vinagre mesturado com fel; e gostando, naó quis beber.” — (Versão Almeida 1693)[17]
- “Deram-lhe a beber vinagre misturado com fel; mas ele, provando-o, não quis beber.” — (Almeida Corrigida Fiel)[18]
- “eles deram-lhe para beber vinagre misturado com fel; mas ele, provando-o, não quis beber.” —  (King James Fiel 1611)[19]